# Джоді Боверінґ
Джоді Боверінґ  (англ. Jodie Bowering, 7 липня 1982) — австралійська софтболістка, олімпійська медалістка.

## Виступи на Олімпіадах
| Олімпіада  | Дисципліна | Місце |
| ---------- | ---------- | ----- |
| Пекін 2008 | софтбол    | 3     |